# Indian Sluice Bay
Indian Sluice Bay – zatoka (ang. bay) w kanadyjskiej prowincji Nowa Szkocja, w hrabstwie Yarmouth, po zachodniej stronie wyspy Surettes Island; nazwa urzędowo zatwierdzona 16 lipca 1974.